# Robert Kantor
Robert Kantor (ur. 23 maja 1970 w Tuchowie) – polski duchowny rzymskokatolicki, doktor habilitowany nauk prawnych w dziedzinie prawa kanonicznego, wykładowca Uniwersytetu Papieskiego Jana Pawła II Sekcja w Tarnowie, sędzia audytor Sądu Diecezjalnego w Tarnowie, kanclerz Kurii Diecezjalnej w Tarnowie.

## Życiorys
Pochodzi z parafii Ryglice. W latach 1977–1985 uczęszczał do szkoły podstawowej w Bistuszowej. Po ukończeniu Liceum Ogólnokształcącego w Tuchowie w 1989 r. wstąpił do Wyższego Seminarium Duchownego w Tarnowie. Po sześciu latach studiów filozoficzno-teologicznych uzyskał stopień magistra teologii na podstawie pracy z teologii fundamentalnej pt. Rola cudu w apologetyce napisanej pod kierunkiem ks. dra Stanisława Rosy. Święcenia kapłańskie przyjął w 1995 roku z rąk bpa Józefa Życińskiego.
W 1997 r. został skierowany na studia z prawa kanonicznego na Uniwersytecie Navarry w Pampelunie. 23 czerwca 1999 r. uzyskał stopień naukowy licencjata z prawa kanonicznego, a 17 grudnia 2001 r. stopień naukowy doktora nauk prawnych w zakresie prawa kanonicznego na podstawie pracy doktorskiej pt. Estructuras gentilicias y asociativas en la cura de almas de la Iglesia primitiva napisanej pod kierunkiem ks. prof. Eloya Tejero Tejero.
Po ukończeniu studiów, 1 września 2002 podjął pracę w diecezji tarnowskiej jako sędzia audytor w Sądzie Diecezjalnym oraz jako wykładowca prawa kanonicznego w Wyższym Seminarium Duchownym w Tarnowie i w seminarium w Gródku Podolskim (Ukraina) oraz w Instytucie Teologicznym w Tarnowie (od 2004 PAT WTST, a od 2010 UPJPII WTST). We wrześniu 2004 podjął wykłady z prawa wyznaniowego w tejże uczelni. 22 lutego 2005 uzyskał nostryfikację dyplomu doktorskiego w UKSW w Warszawie. Od 2008 pełni urząd obrońcy węzła małżeńskiego w Sądzie Biskupim w Rzeszowie. Od 2002 jest członkiem Stowarzyszenia Kanonistów Polskich. Jest również sekretarzem czasopisma międzynarodowego "The Person and the Challenges: The journal of theology, education, canon law and social studies inspired by Pope John Paul II". W 2013 Rada Wydziału Prawa Kanonicznego UKSW w Warszawie nadała mu stopień doktora habilitowanego nauk prawnych w dziedzinie prawa kanonicznego. Od 2014 pełni funkcję kanclerza Kurii Diecezjalnej oraz kierownika katedry Teologii praktycznej i prawa kanonicznego na Wydziale Teologicznym Sekcja w Tarnowie UPJPII w Krakowie, a także redaktora naczelnego diecezjalnego pisma urzędowego "Currenda". Jest autorem licznych książek i artykułów.
W 2011 otrzymał nagrodę Rektora UPJPII za osiągnięcia w pracy naukowo-dydaktycznej i organizacyjnej. Wchodzi w skład Kolegium konsultorów, Rady kapłańskiej diecezji tarnowskiej, Komisji Głównej V Synodu Diecezji Tarnowskiej, Diecezjalnej Rady ds. Mediów, Rady Programowej radia RDN Małopolska, Rady Administracyjnej Fundacji im. Arcybiskupa Jerzego Ablewicza. Od 2014 jest dziekanem Kapituły Kolegiackiej pw. Św. Wawrzyńca Męczennika w Wojniczu.

## Wybrane publikacje
- Dziedzictwo kulturowe i religijne diecezji tarnowskiej w latach 1918-1939. Tom I, Tarnów 2020
- Statuty sanktuariów diecezji tarnowskiej, Tarnów 2018
- Rota Hiszpańska. Struktura i działalność Trybunału Roty Nuncjatury Apostolskiej w Hiszpanii (studium historyczno-prawne), Tarnów 2013
- Proboszcz we wspólnocie Ludu Bożego, Tarnów 2012
- Rola i zadania wikariusza parafialnego. Studium kanoniczno-pastoralne, Tarnów 2011
- To Bóg jest miłością, a nie miłość Bogiem. Małżeństwo, nieprawidłowe związki, duszpasterstwo niesakramentalnych, Tarnów 2009[4]